# Vrbica Stefanov
Vrbica Stefanov, (nacido el 19 de diciembre de 1973 en Kavadarci, Macedonia del Norte) es un exjugador de baloncesto macedonio. Con 1.88 de estatura, su puesto natural en la cancha es era el de base.

## Trayectoria
- MZT Skopje (1992–1998)
- Godel Rabotnički (1998–1999)
- Pınar Karşıyaka (1999–2000)
- AEK Atenas (2000–2001)
- Montepaschi Siena (2001-2005)
- Fenerbahçe Ülkerspor (2005–2006
- Estrella Roja (2006)
- Olympiacos BC (2007)
- Montepaschi Siena (2007)
- Mersin Büyükşehir Belediyesi (2007–2008)
- ViveMenorca (2008–2009)

## Palmarés
- Mejor deportista macedonio del año (1998, 1999, 2000, 2001, 2003)
- Campeón de la liga macedonia (1999)
- MVP Liga Macedonia (1999)
- Copa de Grecia (2001)
- Copa Saporta (2001-02)
- LEGA: 2

Montepaschi Siena: 2004, 2007
- Supercopa italiana: 1

Montepaschi Siena: 2004
- Campeonato turco (2006)